# Klughafenbrücke

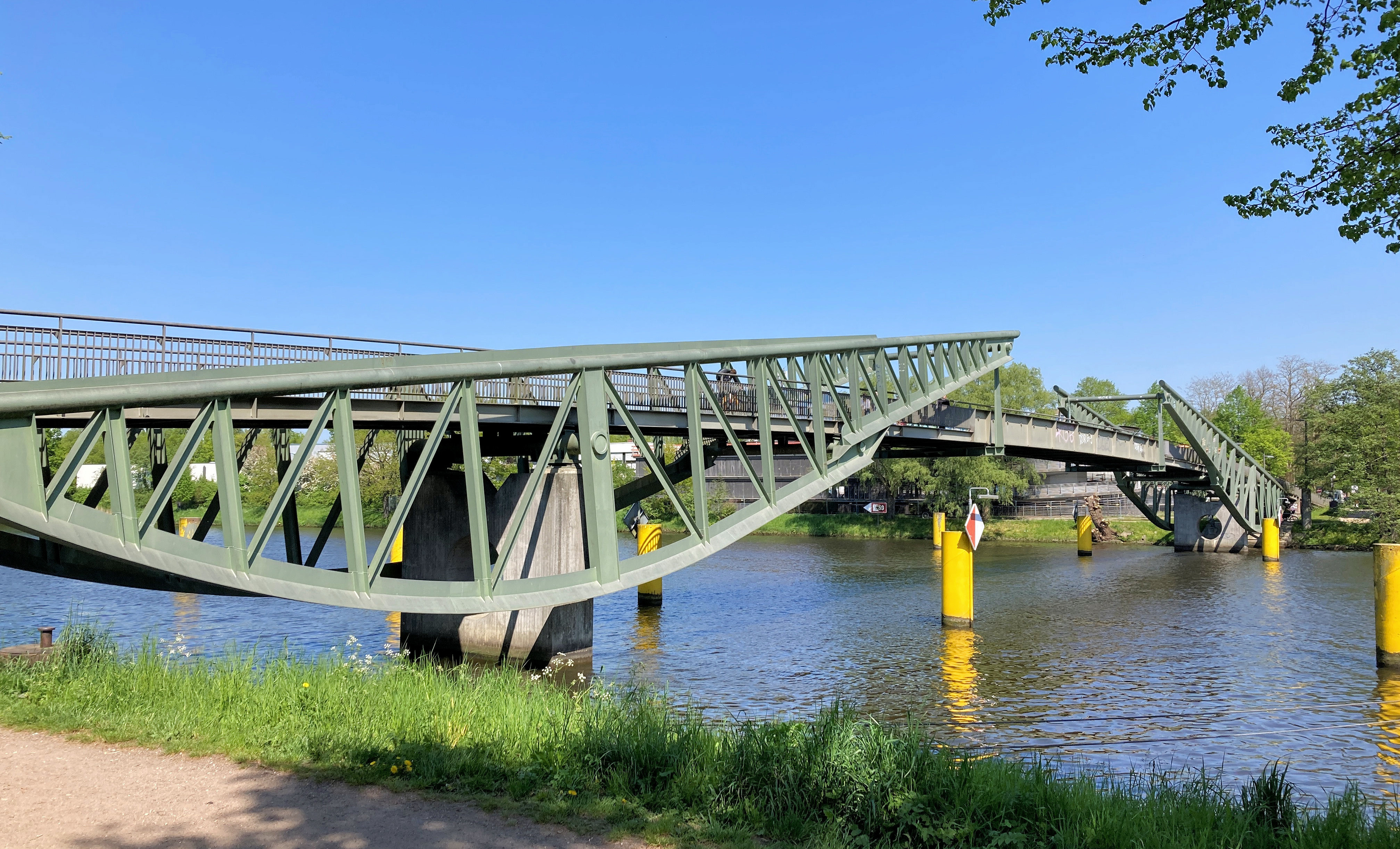
Die Klughafenbrücke (auch Glitzerbrücke genannt).

Die Klughafenbrücke ist eine Brücke in Lübeck über die Kanaltrave. Sowohl Fußgänger als auch Radfahrer nutzen das 1994 gebaute und 2012 sanierte Bauwerk.
Die Klughafenbrücke überquert die Kanaltrave und verbindet dabei die Lübecker Stadtteile Altstadt und St. Jürgen. Sie verlängert damit die Glockengießerstraße zur Straße An der Falkenwiese. Ihren Namen verdankt sie dem Klughafen, der das nördliche Ende der Kanaltrave bildet. Sie überspannt rund 130 Meter.
Im Jahr 1999 legten eine Lübecker Künstlerin und eine Bürgerinitiative neben der Brücke eine Wildblumenwiese an, die ungefähr 150 verschiedenen Arten einen Lebensraum bietet. Das Projekt steht unter der Schirmherrschaft des BUND.
Im Volksmund wird die Klughafenbrücke wegen ihres Belages Glitzerbrücke genannt.